# Hemimorina nigricomma
Hemimorina nigricomma är en fjärilsart som beskrevs av W. Warren 1904. Hemimorina nigricomma ingår i släktet Hemimorina och familjen mätare. Inga underarter finns listade i Catalogue of Life.